# Apskritis de Šiauliai
L'apskritis de Šiauliai (en lituanien : Šiaulių apskritis) est l'un des 10 apskritys de Lituanie. Il est situé au nord du pays. Sa capitale administrative est Šiauliai.
L'apskritis de Šiauliai est divisé en 7 municipalités :
- municipalité du district d'Akmenė ;
- municipalité du district de Joniškis ;
- municipalité du district de Kelmė ;
- municipalité du district de Pakruojis ;
- municipalité du district de Radviliškis ;
- municipalité de Šiauliai-ville ;
- municipalité du district de Šiauliai.